# Папісс Сіссе
Папісс Сіссе (фр. Papiss Cissé, нар. 3 червня 1985, Дакар) — сенегальський футболіст, нападник турецького клубу «Аланіяспор».
Також відомий виступами за клуби «Мец», «Фрайбург» та «Ньюкасл Юнайтед», а також національну збірну Сенегалу.

## Клубна кар'єра
У дорослому футболі дебютував 2004 року виступами за команду клубу «Мец», в якій провів одну гру чемпіонату, після чого був відданий в оренду до нижчолігового клубу «Шербур», в якого грав протягом 2005—2006 років.
Своєю грою за останню команду знову привернув увагу представників тренерського штабу клубу «Мец», до складу якого повернувся 2006 року. Цього разу відіграв за команду з Меца наступні два сезони своєї ігрової кар'єри. Більшість часу, проведеного у складі «Меца», був основним гравцем атакувальної ланки команди.
Першу половину 2008 року перебував в оренді в клубі «Шатору», після чого ще на півтора сезони повернувся до «Меца». Протягом цього періоду був одним з головних бомбардирів французької команди, маючи середню результативність на рівні 0,45 голу за гру першості.
На початку 2010 року забивний форвард перебрався до Німеччини, де уклав контракт з клубом «Фрайбург». Тренерським штабом нового клубу також розглядався як гравець «основи». В новому клубі був серед найкращих голеодорів, відзначаючись забитим голом в середньому щонайменше у кожній другій грі чемпіонату.
До складу клубу «Ньюкасл Юнайтед» приєднався в січні 2012 року. Протягом другої половини сезону 2011/12 у 14 матчах, проведених за команду з Ньюкасла, зміг відзначитися 13 забитими голами.

## Виступи за збірну
2009 року дебютував в офіційних матчах у складі національної збірної Сенегалу. Наразі провів у формі головної команди країни 36 матчів, забивши 17 голів.
У складі збірної був учасником розіграші Кубка африканських націй 2012 року, що проходив у Габоні та Екваторіальній Гвінеї.
| Дата       | Місто                       | Господарі            | Результат | Гості      | Турнір                                   | Голи | Примітки |
| ---------- | --------------------------- | -------------------- | --------- | ---------- | ---------------------------------------- | ---- | -------- |
| 12/08/2009 | Кіншаса                     | ДР Конго             | 1 – 2     | Сенегал    | товариський матч                         | 2    |          |
| 14/10/2009 | Сеул                        | Південна Корея       | 2 – 0     | Сенегал    | товариський матч                         | -    |          |
| 27/05/2010 | Ольборг                     | Данія                | 2 – 0     | Сенегал    | товариський матч                         | -    |          |
| 11/08/2010 | Дакар                       | Сенегал              | 1 – 0     | Кабо-Верде | товариський матч                         | -    |          |
| 09/10/2010 | Дакар                       | Сенегал              | 7 – 0     | Маврикій   | Відбір до Кубка африканських націй 2012  | 3    |          |
| 17/11/2010 | Париж                       | Сенегал              | 2 – 1     | Габон      | товариський матч                         | 1    |          |
| 09/02/2011 | Дакар                       | Сенегал              | 3 – 0     | Гвінея     | товариський матч                         | 1    |          |
| 26/03/2011 | Дакар                       | Сенегал              | 1 – 0     | Камерун    | Відбір до Кубка африканських націй 2012  | -    |          |
| 04/06/2011 | Гаруа                       | Камерун              | 0 – 0     | Сенегал    | Відбір до Кубка африканських націй 2012  | -    |          |
| 10/08/2011 | Дакар                       | Сенегал              | 0 – 2     | Марокко    | товариський матч                         | -    |          |
| 03/09/2011 | Дакар                       | Сенегал              | 2 – 0     | ДР Конго   | Відбір до Кубка африканських націй 2012  | -    |          |
| 09/10/2011 | Кюрпіп                      | Маврикій             | 0 – 2     | Сенегал    | Відбір до Кубка африканських націй 2012  | 1    |          |
| 12/01/2012 | Дакар                       | Сенегал              | 1 – 0     | Судан      | товариський матч                         | -    |          |
| 15/01/2012 | Дакар                       | Сенегал              | 1 – 0     | Кенія      | товариський матч                         | 1    |          |
| 21/01/2012 | Бата (Екваторіальна Гвінея) | Сенегал              | 1 – 2     | Замбія     | Кубок африканських націй 2012 - 1-й етап | -    |          |
| 25/01/2012 | Бата (Екваторіальна Гвінея) | Екваторіальна Гвінея | 2 – 1     | Сенегал    | Кубок африканських націй 2012 - 1-й етап | -    |          |
| 29/01/2012 | Бата (Екваторіальна Гвінея) | Лівія                | 2 – 1     | Сенегал    | Кубок африканських націй 2012 - 1-й етап | -    |          |
| 25/05/2012 | Марракеш                    | Марокко              | 0 – 1     | Сенегал    | товариський матч                         | -    |          |
| 02/06/2012 | Дакар                       | Сенегал              | 3 – 1     | Ліберія    | Відбір до ЧС 2014                        | -    |          |
| 09/06/2012 | Кампала                     | Уганда               | 1 – 1     | Сенегал    | Відбір до ЧС 2014                        | 1    |          |
| Усього     |                             | Матчів               | 20        |            | Голів                                    | 10   |          |